# Andra Avenyn
Andra Avenyn è una soap opera svedese, ideata da Peter Emanuel Falck e Christian Wikander e andata in onda dal 2007 al 2010 sull'emittente SVT1. Tra gli interpreti principali, figurano Stefan Gödicke, Jonas Bane, Hans Mosesson, Gunilla Johansson, Fyr Thorwald, Fortesa Hoti, Alicia Vikander, Filip Benko, Lena B. Nilsson, Anette Nääs, Nanna Blondell, Maja Rung, Anders Nordahl, ecc.
La fiction si compone di 3 stagioni, per un totale di 185 puntate. Il primo episodio fu trasmesso in prima visione il 23 settembre 2007; l'ultimo, il 5 maggio 2010.

## Trama
Protagoniste delle vicende sono alcune famiglie che vivono ad Andra Avenyn, una via di Riverside, un immaginario quartiere periferico di Göteborg. Le vicende sono in particolare incentrate sulle vite di otto giovani.
Si incroceranno così le storie di personaggi dalle connotazioni più differenti, quali Tony Dahlberg, appena uscito di prigione, di Lotta Björn, direttrice d'azienda in carriera, di David Zimmermann, un ragazzo rimasto senza genitori, ecc.

## Sigla TV
La sigla TV è Friday I'm in Love del gruppo The Cure

## Premi e nomination
- 2008: nomination al premio Kristallen [7]

## Spin-off
- Riverside (webserie)[2]